# Berryite
La berryite è un minerale.